# We Too Are One
Albums de Eurythmics
Savage
(1987) Greatest Hits
(1991)
Singles
1. Revival
Sortie : Août 1989
2. Don't Ask Me Why
Sortie : Octobre 1989
3. The King and Queen of America
Sortie : Janvier 1990
4. Angel
Sortie : Mai 1990
5. (My My) Baby's Gonna Cry
Sortie : Juin 1990

We Too Are One est le huitième album studio d'Eurythmics, sorti le 11 septembre 1989.
L'album s'est classé 1er au UK Albums Chart et 34e au Billboard 200.

## Liste des titres
Toutes les chansons sont écrites et composées par Annie Lennox et Dave Stewart, sauf mention contraire.
| No  | Titre                         | Auteur                                           | Durée |
| --- | ----------------------------- | ------------------------------------------------ | ----- |
| 1.  | We Two Are One                |                                                  | 4:32  |
| 2.  | The King and Queen of America |                                                  | 4:31  |
| 3.  | (My My) Baby's Gonna Cry      |                                                  | 4:54  |
| 4.  | Don't Ask Me Why              |                                                  | 4:21  |
| 5.  | Angel                         |                                                  | 5:10  |
| 6.  | Revival                       | Lennox, Stewart, Charlie Wilson, Patrick Seymour | 4:06  |
| 7.  | You Hurt Me (And I Hate You)  | Lennox, Stewart, Chucho Merchán                  | 4:23  |
| 8.  | Sylvia                        |                                                  | 4:44  |
| 9.  | How Long?                     |                                                  | 4:41  |
| 10. | When the Day Goes Down        |                                                  | 5:57  |

| 11. | Precious                                    |                               | 3:36 |
| 12. | See No Evil                                 |                               | 4:14 |
| 13. | The King and Queen of America (Dance Remix) |                               | 6:11 |
| 14. | Angel (Choir Version)                       |                               | 5:47 |
| 15. | Last Night I Dreamt That Somebody Loved Me  | Johnny Marr, Steven Morrissey | 3:24 |

## Personnel
- Annie Lennox : voix
- Dave Stewart : chœurs, guitares

### Musiciens additionnels
- Olle Romo : batterie
- Patrick Seymour : claviers
- Charlie Wilson : chœurs
- Chucho Merchán : basse

## Particularités
(My My) Baby's Gonna Cry est la seule chanson d'Eurythmics chantée en duo par les deux membres du groupe, et le premier enregistrement de Dave Stewart en tant que chanteur, quelques mois avant son premier album en solo.

## Certifications
| Pays        | Association  | Certification | Ventes    |
| ----------- | ------------ | ------------- | --------- |
| Canada      | Music Canada | Platine       | 100 000 + |
| Espagne     | Promusicae   | Or            | 50 000+   |
| France      | SNEP         | Or            | 100 000+  |
| Royaume-Uni | BPI          | 2 × Platine   | 600 000+  |
| Suède       | GLF          | Platine       | 100 000+  |
| Suisse      | IFPI         | Or            | 25 000+   |